# Référendum de 2019 aux Îles Vierges des États-Unis
Un référendum a lieu le 30 mars 2019 aux Îles Vierges des États-Unis. La population est amenée à se prononcer sur une modification des circonscriptions de son parlement unicaméral, le Sénat.
Il s'agit d'une initiative populaire portée par un comité de citoyens ayant recueilli les 10 % de signatures des inscrits nécessaires à la mise au vote de leur proposition. Le résultat du référendum est légalement contraignant. Pour être considéré comme valide, il doit cependant atteindre le quorum de participation de 50 % des inscrits.
La proposition l'emporte par une large majorité des suffrages exprimés, mais échoue à réunir un taux de participation suffisant pour être déclarée valide, moins d'un électeur sur dix s'étant rendus aux urnes.

## Objet

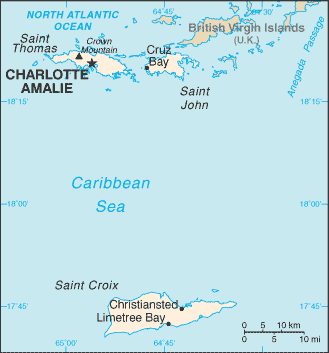

Les Îles Vierges des États-Unis sont composées des îles de Sainte Croix, Saint Thomas et de celle de Saint John, plus petite et moins peuplée. Au moment du référendum, le Sénat est composé de quinze sénateurs dont sept élus au scrutin plurinominal majoritaire dans chacune des deux premières îles, tandis que celui restant l'est à St.John au scrutin uninominal majoritaire à un tour. Dans chaque circonscription, les listes présentent autant de candidats que de sièges à pourvoir, et la liste arrivée en tête remporte l'intégralité des sièges. Le système est ainsi fortement majoritaire,.
La proposition d'origine populaire a pour objet de diviser les circonscriptions de St.Croix et St.Thomas en deux circonscriptions de deux sièges chacune. Les six sièges restants seraient élu par l'ensemble des électeurs des deux iles à raison de trois chacune. St.John conserverait un siège unique. La division des circonscriptions favoriserait ainsi davantage de proportionnalité,,.
Pour que le résultat du référendum soient validé, le projet doit être approuvée par une majorité absolue des suffrages exprimés, et le taux de participation franchir le quorum de 50 % du total des inscrits.

## Résultats
| Choix                     | Votes  | %     |
| ------------------------- | ------ | ----- |
| Pour                      | 3 577  | 74,63 |
| Contre                    | 1 216  | 25,37 |
|                           |        |       |
| Votes valides             | 4 793  | 99,42 |
| Votes blancs et invalides | 28     | 0,58  |
| Total                     | 4 821  | 100   |
| Abstention                | 46 913 | 90,68 |
| Inscrits/Participation    | 51 734 | 9,32  |
| Quorum de participation   | 50 %   | 50 %  |

La proposition de réaménagement de la répartition des sièges de sénateurs doit-elle devenir loi ?,
| Pour 3 577 (74,63 %) |  |  | Contre 1 216 (25,37 %) |
| ▲                    |  |  |                        |
| Majorité absolue     |  |  |                        |